# Шафштедт
Шафштедт (нім. Schafstedt) — громада в Німеччині, розташована в землі Шлезвіг-Гольштейн. Входить до складу району Дітмаршен. Складова частина об'єднання громад Міттельдітмаршен.
Площа — 18,18 км2. Населення становить 1260 ос. (станом на 31 грудня 2020).